# Dubyszcze (obwód chmielnicki)
Dubyszcze (ukr. Дубище) – wieś na Ukrainie, w obwodzie chmielnickim, w rejonie chmielnickim, w hromadzie Krasiłów. W 2001 liczyła 348 mieszkańców.